# KZ Roßlau

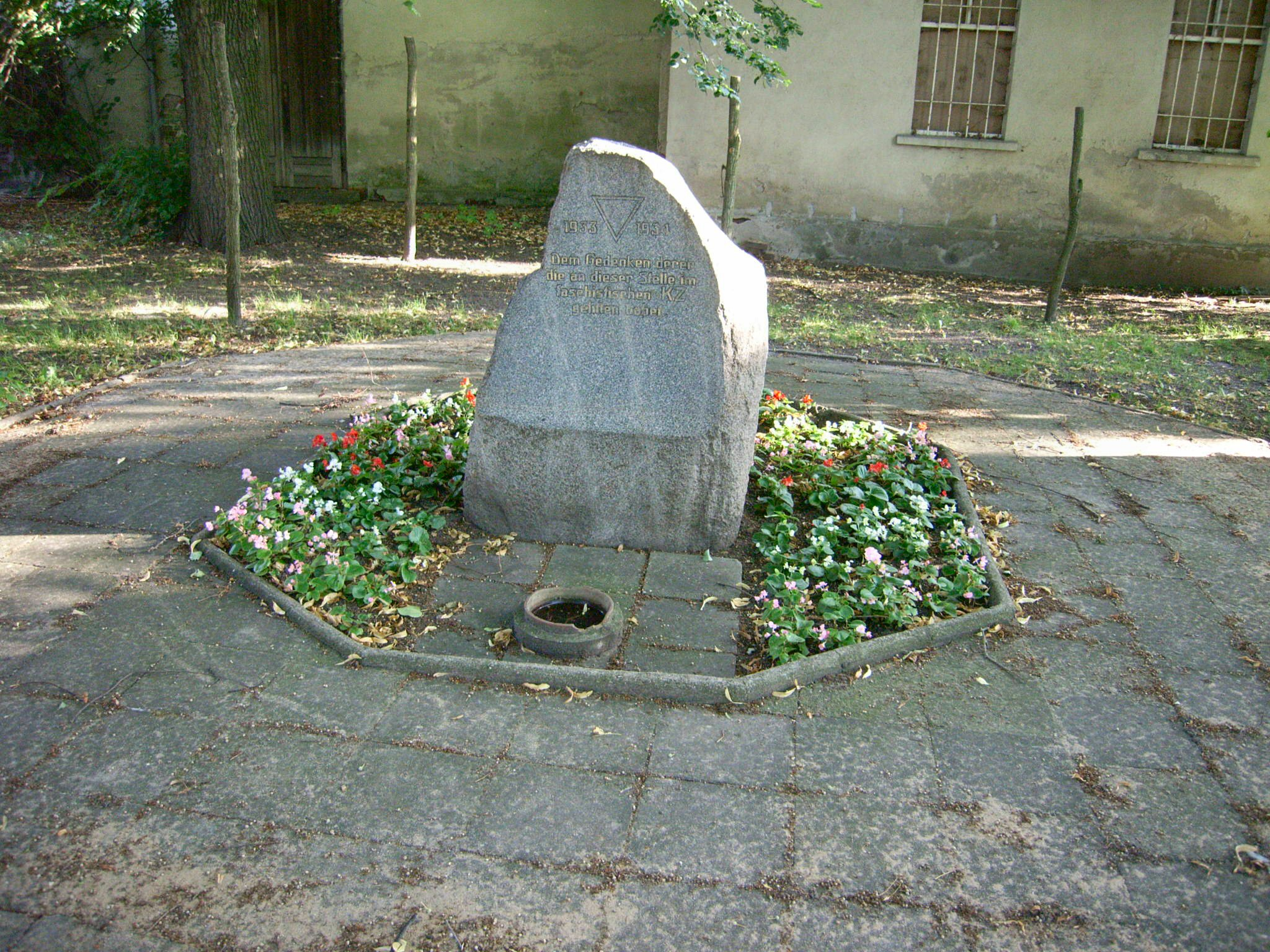
Gedenkstein in Roßlau

Das Konzentrationslager Roßlau existierte vom 12. September 1933 bis zum 31. Juli 1934. Es war das einzige frühe staatliche KZ im Land Anhalt. Es befand sich in dem früheren Volkshaus der Gewerkschaften, Hauptstraße 51, in Roßlau, heute Dessau-Roßlau, Sachsen-Anhalt. Bevor die SPD dort nach dem Ersten Weltkrieg ein Volkshaus einrichtete, befand sich auf dem Grundstück der Gasthof „Zur Goldenen Krone“. Das Volkshaus war 1933 vom Anhaltischen Fiskus beschlagnahmt und enteignet worden.

## Zweck und Errichtung
Der vordergründige Zweck, den das Anhaltische Staatsministerium mit der Errichtung des KZ Roßlau verfolgte, bestand in der Entlastung der seit März 1933 chronisch überbelegten anhaltischen Gefängnisse mit Schutzhäftlingen. Anfang September 1933 wurde das Volkshaus „hergerichtet für ein vorübergehendes Konzentrationslager.“ Die Gebäudeformation, die das KZ beherbergte und hauptsächlich aus drei miteinander verbundenen Teilen bestand, ist bis heute fast im Original erhalten geblieben. Unmittelbar an der Straße liegt das erste Gebäude, ein zweietagiges Spitzdachhaus, in dem sich die Räume des Lagerkommandanten und der Wachmannschaft befanden. Vor dem Eingang des Hauses wurde ein Wachhäuschen für den Posten aufgestellt. Rechts neben dem zweietagigen Haus begann der Bretterzaun, der das gesamte Areal umgab. Er diente außer zur Sicherung auch als Sichtschutz, denn das Gelände grenzt unmittelbar an die Straße. Auf der Krone des Bretterzaunes installierte man Stacheldraht. Nach hinten war das Haus durch einen etwa acht Meter langen Verbindungsgang mit dem früheren Tanzsaal, in dem die KZ-Häftlinge untergebracht waren, verbunden. Jeweils vor, neben und hinter dem Schlaf- und Aufenthaltssaal der Häftlinge existierten Freiflächen. Die Fläche hinter dem Saalgebäude – etwa 30 Meter mal 40 Meter – diente als Appellplatz. Die rechte und hintere Grenze des Lagers bildete ein kleiner Fluss, die Rossel, die linke Grenze das Grundstück eines Landwirts. Diese Grenze war durch das sich unmittelbar anschließende Wohnhaus, eine Mauer sowie Ställe des Landwirts „gesichert“. Zwischen dieser Grenze und dem zweietagigen Haus, dem Verbindungsgang und dem Saalgebäude lag ein kleiner Hof, auf dem sich ebenfalls Gebäude befanden. An der hinteren Grenze des KZ-Geländes, über dem Fluss, lagen die Gemüseländereien des Landwirts. Das KZ lag inmitten eines Wohngebietes.

## Inbetriebnahme
Das Roßlauer KZ ging am 12. September 1933 in Betrieb. Die ersten Insassen waren Schutzhäftlinge aus dem Gerichtsgefängnis Dessau. Nach der Inbetriebnahme kamen zunächst besonders Häftlinge aus den überfüllten Gerichtsgefängnissen in das KZ Roßlau. Am 1. Oktober 1933 begannen die Verlegungen der im KZ Oranienburg inhaftierten anhaltischen Schutzhäftlinge nach Roßlau. 

## Unterstellung des KZ
In Preußen unterstanden größere Lager dem Innenministerium, kleinere den Regierungs- oder Polizeipräsidenten bzw. den Landräten. In Anhalt unterstellte das Staatsministerium das KZ Roßlau dem Dessauer Oberstaatsanwalt Erich Lämmler. Die Unterstellung des Roßlauer KZ unter die Justiz ist ungewöhnlich. Zwar hatte das Reichsjustizministerium gemeinsam mit dem Reichsinnenministerium versucht, die Verantwortung für Schutzhaft und Konzentrationslager nach der nationalsozialistischen „Machtergreifungsphase“ in die Hände des Reichsinnenministeriums zu legen, aber dieser Versuch scheiterte, weil sich in dieser Frage SS und Gestapo durchsetzten. Vermutlich wurde Lämmler mit der Aufsicht des KZ beauftragt, weil erstens das KZ Roßlau eine Art „Ausweich-Untersuchungsgefängnis“ darstellte und zweitens die Geheime Staatspolizei in Anhalt (Staatspolizeistelle Dessau) noch nicht existierte – sie wurde erst am 29. März 1934 gegründet.

## Haftalltag/Haftbedingungen
Vor 6 Uhr weckte die Wachmannschaft die Häftlinge. Alle arbeitsfähigen Männer wurden in Arbeitskommandos eingeteilt, die 6 Uhr das Lager verließen. Im KZ verblieben nur einige Häftlinge mit Handwerker-Berufen sowie alte bzw. kranke Gefangene. Im Lager selber existierte kein Betrieb. Es gab mehrere außerhalb des KZ bestehende Arbeitskommandos. Selbst zum „Gräber ausheben auf dem Friedhof“ setzte die Lagerleitung Häftlinge ein. Weiterhin beschäftigten kleinere Unternehmen in Roßlau die KZ-Häftlinge. Nach Rückkehr aller Arbeitskommandos erfolgte ein Appell auf dem Appellplatz. Anschließend erfolgte die Einnahme des Abendessens im Saalgebäude, dem Schlaf- und Aufenthaltsraum der Häftlinge. Spätestens 22 Uhr war Nachtruhe. In der Nacht fanden des Öfteren Verhöre im „Vernehmungsraum“ statt, der vom unmittelbar danebengelegenen Schlaf- und Aufenthaltssaal nur durch eine dünne Wand getrennt war. Laut gesprochene Worte und Misshandlungen bzw. Schreie waren zu hören. Manchmal befahl die Wachmannschaft den Häftlingen zu singen, um die Schmerzensschreie ihrer Kameraden zu übertönen. Teilweise wurden zur Einschüchterung Schüsse abgegeben. 

## Misshandlung von Häftlingen
Im Gegensatz zu den meisten frühen Lagern kam im KZ Roßlau kein Insasse zu Tode, dennoch waren körperliche Misshandlungen und Schikanen an der Tagesordnung. Häftlinge berichten insbesondere von drei Misshandlungsarten:
Die erste war der sogenannte Sport, auch als „Zirkus“ bezeichnet. Vor allem Neueingelieferte mussten solange rennen, Kniebeuge machen, über Tische und Stühle springen oder hüpfen, bis sie vor Erschöpfung zusammenbrachen. Wenn die Gummiknüppel oder Stiefeltritte des Wachpersonals die am Boden liegenden Häftlinge nicht mehr zum Weitermachen bewegen konnten, mussten die Anderen über sie springen. Zum Teil wurden sie auch im Winter mit kaltem Wasser übergossen, bis sie wieder aufstanden. Des Weiteren richtete die Wachmannschaft einen für die Bevölkerung nicht einsehbaren, aber hörbaren „Wimmergang“ ein. Durch diesen Gang, der zu beiden Seiten durch hohe Bretter begrenzt war, trieben Mitglieder der Wachmannschaft, die dabei eine Doppelreihe bildeten, insbesondere neu eingelieferten Häftlinge und traktierten sie dabei mit Gummiknüppeln, Fußtritten und Faustschlägen. Die dritte Misshandlungsart war der „Sprunggarten“: Auf einer Freifläche stellte das Wachpersonal in gewissen Abständen zusammengestellte Tische und Stühle auf, über die die Häftlinge springen mussten. Schafften sie es nicht oder waren nach Ansicht des Lagerkommandanten nicht schnell genug, gab dieser der Wachmannschaft den Befehl, mit Stöcken und Gummiknüppeln auf die Häftlinge einzuschlagen. An Misshandlungen waren aber nicht nur Angehörige der Wachmannschaft, sondern herausragend Hermann Röselmüller als Angehöriger der Politischen Polizei Dessau beteiligt. 

## Anzahl und Geschlecht der Häftlinge
Die durchschnittliche Belegung des KZ Roßlau betrug zwischen 80 und 110 Inhaftierte. Bei den Insassen handelte es sich ausschließlich um Männer – mit zwei Ausnahmen: Im Januar 1934 wurde Elisabeth Seger mit ihrer 1 Jahr und 5 Monate alten Tochter Renate in das KZ Roßlau eingeliefert. Es handelte sich um die Ehefrau des früheren SPD-Reichstagsabgeordneten Gerhart Seger aus Dessau. Am 4. Dezember 1933 gelang Seger die Flucht aus dem KZ Oranienburg und später in die Tschechoslowakei. Ehefrau und Tochter kamen in „Sippenhaft“. Erst nach persönlicher Vorsprache einer englischen Parlamentarierin in Berlin kamen Mutter und Tochter frei. Die Gesamtzahl der Häftlinge des KZ Roßlau ist bislang unbekannt. Nach bisherigen Schätzungen sind in das KZ Roßlau insgesamt zwischen 250 und 300 Personen eingeliefert worden.

## Häftlingsgruppen/Nationalitäten
Im KZ Roßlau inhaftierten die Nationalsozialisten fast ausschließlich politische Gegner. Oftmals handelte es sich um Kommunisten, zu einem geringen Teil um Sozialdemokraten. Unklar ist die Zahl jener Inhaftierten, die keiner politischen Gruppierung zuzurechnen waren, aber in irgendeiner Form Kritik am NS-Staat geübt hatten und denen deshalb eine politische Gegnerschaft zum NS-Regime unterstellt wurde, Mitglieder rechtskonservativer Parteien und Organisationen oder gar Angehörige von NS-Verbänden. Man muss davon ausgehen, dass der Anteil dieser Häftlingsgruppe im KZ Roßlau mindestens ein Viertel aller Insassen ausmachte. Zudem nutzte das Anhaltische Staatsministerium das KZ Roßlau für viele Kommunisten bzw. KPD-Sympathisanten wegen Platzmangels in den Gerichtsgefängnissen als „Ausweich-Untersuchungsgefängnis“. Hier saßen sie Wochen oder Monate vor ihren später vom Kammergericht geführten Prozessen (Anklage: Vorbereitung zum Hochverrat) sowohl in Schutz- als auch in Untersuchungshaft. Selbst reguläre Gefängnisstrafen verbüßten einige im KZ Roßlau. Fast alle Inhaftierten des KZ Roßlau stammten aus dem Land Anhalt. Vereinzelt verbüßten aber auch Personen aus dem preußischen Regierungsbezirk Magdeburg Haft in Roßlau.
Die Häftlinge des KZ setzten sich fast ausnahmslos aus Deutschen zusammen, unter ihnen waren drei Juden aus Roßlau, Dessau und Bernburg. Auch zwei Ausländer sollen unter den Häftlingen gewesen sein.

## Lagerkommandant
Der Lagerkommandant des KZ Roßlau war Otto Marx, ein 60-jähriger Oberlandjäger, zuletzt Gendarmerieposten in Mosigkau. Marx gehörte 1933 weder der NSDAP noch der SS oder SA an. Er wies körperliche Misshandlungen von Häftlingen an und führte diese auch selber durch. Erst 1948 wurde er aufgespürt und festgenommen. Der aufsichtsführende Staatsanwalt für die Durchführung von Strafverfahren nach SMAD-Befehl 201 beim Landgericht Dessau leitete ein Ermittlungsverfahren wegen „fortgesetzter Verbrechen gegen die Menschlichkeit“ ein. Marx wurde gemäß Kontrollratsdirektive Nr. 38 als „Hauptverbrecher“ eingestuft. Kurz vor seiner Verurteilung starb der Lagerkommandant im September 1948.

## Wachmannschaft
Von Beginn an stellten Mitglieder der SS die Wachmannschaft. Die Wachleute stammten aus drei Regionen: Dessau-Roßlau und Umgebung, Zerbst sowie Aken (Elbe) und Umgebung. Bis heute gelang die namentliche Ermittlung von 15 Wachleuten, unter anderem Otto Meinicke und Rudolf Wehrmann.

## Nutzung nach 1934
Nach Auflösung des KZ sollte der Gebäudekomplex zunächst „für Wohnungszwecke“ genutzt werden. Dieser Plan scheiterte. Von 1938 bis Anfang der 1990er Jahre wurde der frühere Tanzsaal als Kino genutzt. Der Gebäudekomplex steht heute leer und ist dem Verfall preisgegeben. Vor dem früheren Schlaf- und Aufenthaltssaal der KZ-Häftlinge befindet sich ein Gedenkstein.